# Vartholomió
Vartholomió, en grec moderne : Βαρθολομιό, est un village et un ancien dème du  district régional d’Élide, en Grèce-Occidentale. Depuis 2010, il est fusionné au sein du dème de Pénée.
Selon le recensement de 2011, la population du dème compte 5 899 habitants tandis que celle du village s'élève à 3 603 habitants.